# Basquetebol na Universíada de Verão de 1979

## Quadro de medalhas
| Ordem | País               | Medalha de ouro | Medalha de prata | Medalha de bronze |   |
| ----- | ------------------ | --------------- | ---------------- | ----------------- | - |
| 1     | USA Estados Unidos | 2               |                  |                   | 2 |
| 2     | CUB Cuba           |                 | 1                | 1                 | 2 |
| 3     | YUG Iugoslávia     |                 | 1                |                   | 1 |
| 3     | CAN Canadá         |                 |                  | 1                 | 1 |